# Menzel Bourguiba
Menzel Bourguiba (em árabe: منزل بورقيبة) é uma cidade da Tunísia, situada no extremo-norte do país. Sua população é de 61 919 habitantes. Seu nome traduzido do árabe é Manzil Būrgībah (em português, "Casa de Bourguiba", em homenagem ao primeiro presidente da Tunísia, Habib Bourguiba.
Durante a ocupação francesa, era chamada de Ferryville (referência ao primeiro-ministro Jules Ferry) até 1957, quando voltou ao nome original.
É a cidade-natal do cantor F. R. David.

## Prefeitos de Menzel Bourguiba
| Mandato         | Prefeito(s)           |
| --------------- | --------------------- |
| 1958–1962       | Ahmed Ben Hémida      |
| 1962–1980       | Taïeb Tekaia          |
| 1980–1990       | Mohamed Dridi         |
| 1990–1995       | Kamel Dhaouadi        |
| 1995–2000       | Fethi Sâafi           |
| 2000–2005       | Fethi M'rabet         |
| 2005–2010       | Sadok Chalghoumi      |
| 2010–2011       | Jamel Eddine El Batti |
| 2011–2018       | Mohamed Arbi Mimouni  |
| 2018–atualmente | Slaheddine Jebari     |

## Cidades-irmãs
- Stuttgart, Alemanha[2]